# 布里尼亚克 (莫尔比昂省)
布里尼亚克（法語：Brignac，法語發音：[bʁiɲak]）是法国莫尔比昂省的一个市镇，属于瓦讷区。

## 地理
布里尼亚克（48°7'14"N, 2°23'18"W）面积13.12 平方千米，位于法国布列塔尼大區莫尔比昂省，该省份为法国西北部沿海省份，位于布列塔尼半岛南部，北起阿摩尔滨海省、西接菲尼斯泰尔省，南濒大西洋，东南接大西洋卢瓦尔省，东临伊勒-维莱讷省。
与布里尼亚克接壤的市镇（或旧市镇、城区）包括：梅内阿克、伊利福、圣布里厄德莫龙、埃夫里盖。

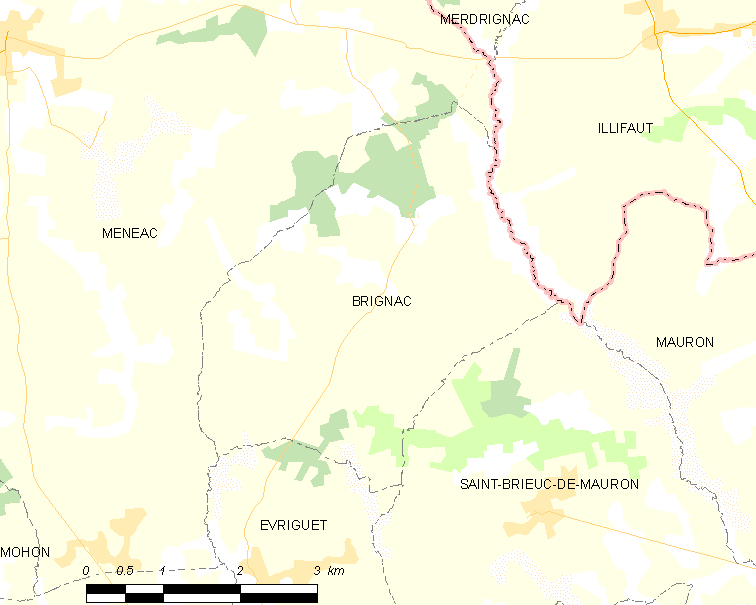
的OSM定位图

布里尼亚克的时区为UTC+01:00、UTC+02:00（夏令时）。

## 行政
布里尼亚克的邮政编码为56430，INSEE市镇编码为56025。

## 政治
布里尼亚克所属的省级选区为普洛埃梅勒县。

## 人口

1962-2008年间人口变化图示

布里尼亚克于2022年1月1日时的人口数量为198人。